# Ludwik Abramowicz (nauczyciel)
Ludwik Abramowicz (ur. w 1888 roku w Radziwiliszkach, zm. 1966 w Warszawie) – polski działacz narodowy w międzywojennej Litwie, dyrektor Gimnazjum Polskiego w Kownie, burmistrz Telsz na Żmudzi.
Studiował przyrodoznawstwo na Uniwersytecie Kijowskim. Od 1918 roku pracował w litewskim gimnazjum w Telszach.
W 1918 roku zakładał gimnazjum polskie w tym mieście, zlikwidowane później przez władze litewskie. Siedem lat później objął posadę dyrektora Gimnazjum Polskiego w Kownie.
Od 1940 do 1941 roku sprawował urząd burmistrza Telsz. Od 1945 do 1947 roku pracował w „urzędzie repatriacyjnym” w Wilnie, później zmuszony do wyjazdu w nowe granice Polski, gdzie zmarł w 1966 roku.